# شهر دایناسورها (مینی‌سریال)
شهر دایناسورها (به انگلیسی: Dinotopia) یک مینی سریال تلویزیونی آمریکایی-اروپایی به سبک خیال‌پردازی حماسی است. این مجموعه برگرفته از مجموعه داستان‌ های فانتزی جیمز گورنی به همین نام است. پخش این مینی سریال در فاصله ۱۲ تا ۱۴ مه سال ۲۰۰۲ و در سه قسمت ادامه داشت.
این مینی سریال به همراه فصل بعدی آن در پاییز ۱۳۹۲ از شبکه تماشای سیمای جمهوری اسلامی ایران پخش شد.

## داستان
پس از سقوط یک هواپیما، دو برادر خوانده که به لحاظ شخصیتی تفاوت های زیادی با یکدیگر دارند، خود را در جزیره ای پیدا می کنند که در آنجا انسانهای فرهیخته و دایناسورهای سخنگو در کنار یکدیگر یک آرمان شهر قرون وسطایی ساخته اند، اما فاجعه ای در کمین این شهر است...

## بازیگران
| بازیگر         | نقش              |
| -------------- | ---------------- |
| ونتورت میلر    | دیوید اسکات      |
| تیرون لیتسو    | کارل اسکات       |
| دیوید تیولیس   | سایروس کرب       |
| کیتی کار       | ماریون والدو     |
| جیم کارتر      | مایور والدو      |
| آلیس کریج      | رزماری والدو     |
| کالین سالمون   | اونو             |
| لی اوانز       | زیپو             |
| استوارت ویلسون | فرانک اسکات      |
| جرالدین چاپلین | مادربزرگ اوریانا |
| تری جونز       | پرنده نامه بر    |